# Литвиненко Василь Васильович
Васи́ль Васи́льович Литвине́нко (нар. 3 жовтня 1991) — український футболіст, воротар «Оболонь-Бровар».

## Життєпис
Василь Литвиненко народився 3 листопада 1991 року. У 2009 році зіграв 1 матч за футбольну команду Київського національного торгово-економічного університету. У 2010 році підписав перший професіональний контракт — з київським клубом «Оболонь», у складі якого перебував до 2012 року, проте за основну команду «пивоварів» так і не зіграв жодного поєдинку. Натомість у першості дублерів зіграв 16 матчів та пропустив 8 м'ячів.
Перший матч на професіональному рівні провів у складі хмельницького «Динамо». Сталося це 21 липня 2012 року в матчі 2-го туру чемпіонату України серед клубів Другої ліги проти южненської «Реал Фарми»: матч завершився з нічийним рахунком 1:1, а Василь Литвиненко розпочав у стартовому складі команди та відіграв увесь поєдинок. Загалом у складі хмельницької команди провів лише 2 поєдинки, у яких пропустив два м'ячі. Решту календарного 2012 року провів у складі друголігового фарм-клубу пивоварів, «Оболонь-2». У складі цього клубу зіграв 3 матчі та пропустив 3 м'ячі.
У 2013 році перейшов до складу на той час аматорського клубу «Колос» (Ковалівка).

## Досягнення

### На професіональному рівні
- Друга ліга:
  -  Переможець (1): 2015-16

### На любительському рівні
- Чемпіонат України серед аматорів:
  -  Бронзовий призер (1): 2015

- Чемпіонат Київської області:
  -  Чемпіон (2): 2013, 2014

- Кубок області:
  -  Володар (1): 2014

- Суперкубок Київської області:
  -  Володар (2): 2013, 2014

- Меморіал Олександра Щанова:
  -  Фіналіст (1): 2013

- Меморіал Олега Макарова:
  -  Володар (1): 2015